# Nalini Anantharaman

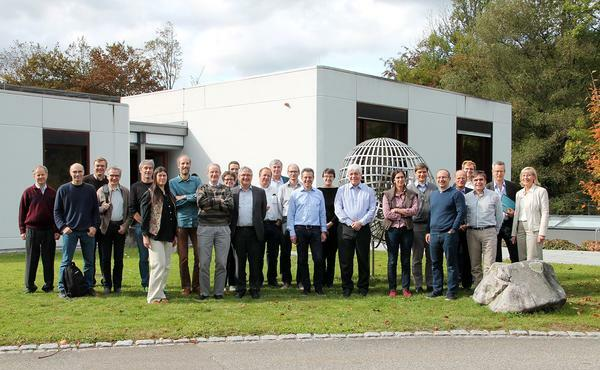
Lors de la réunion des associés de la MFO 2016, 8e en partant de la droite

Nalini Anantharaman, née à Paris le 26 février 1976, est une mathématicienne française, professeure au Collège de France depuis octobre 2022, titulaire de la chaire de géométrie spectrale. Elle a reçu le prix Henri-Poincaré en 2012.

## Biographie
Nalini Anantharaman naît à Paris, dans une famille d'universitaires, sa mère est professeure en mathématiques, son père, d'origine indienne, est professeur en informatique, tous deux sont enseignants-chercheurs à l'université d'Orléans. Elle étudie les mathématiques en classes préparatoires au lycée Louis-le-Grand, puis en 1994, elle est admise à l'École normale supérieure de Paris. Elle soutient en 2000 une thèse en mathématiques intitulée Géodésiques fermées d'une surface sous contraintes homologiques, à l'université Pierre-et-Marie-Curie, sous la direction de François Ledrappier puis, en 2006, une habilitation à diriger des recherches intitulée Entropie et localisation des fonctions propres à l'université Claude Bernard-ENS de Lyon. Elle est maîtresse de conférences à l'ENS de Lyon (2001-2006) puis chercheuse au CNRS (2006-2009), professeure associée « Hadamard » rattachée au Centre de mathématiques Laurent-Schwartz (CMLS) de l'École polytechnique (2007-2009). En 2009, elle devient professeure à l'université Paris-Sud.  En 2014, elle devient professeure à l'Institut de recherche mathématique avancée (IRMA),   à l'université de Strasbourg, et titulaire de la chaire de mathématiques de l'USIAS.
Elle est vice-présidente de la Société mathématique de France de 2010 à 2012 et membre honoraire de l'Institut universitaire de France (promotion 2012).
Elle est élue le 17 décembre 2019, membre de l'Académie des sciences dans la section de mathématique.
En octobre 2022, elle devient professeure au Collège de France, titulaire de la chaire de géométrie spectrale. Elle présente sa leçon inaugurale le 10 novembre.

## Travaux de recherches
Son domaine de recherche tourne autour de la notion de chaos quantique et porte notamment sur la mécanique quantique (comme l'équation de Schrödinger) et la propagation des ondes. Elle s'attache à découvrir des théorèmes mathématiques permettant de rendre compte du caractère désordonné des ondes en mécanique quantique, faisant ainsi un pont entre la théorie du chaos et la mécanique ondulatoire.
Ce sujet la conduit à explorer des domaines mathématiques très divers, utilisant la théorie des systèmes dynamiques , les équations aux dérivées partielles, la géométrie symplectique ou riemanienne ainsi que les probabilités.
Son travail sur les fonctions propres du laplacien lui vaut d'être récompensée en 2011 par le prix Salem. Celui touchant la physique mathématique, les systèmes dynamiques et l'équation de Schrödinger, lui vaut le prix Henri-Poincaré de 2012, soulignant, dans le cadre de l'ergodicité quantique (en) une avance notable dans le problème de l'unique ergodicité quantique. Enfin en 2020, ce sont ses contributions en analyse microlocale et physique mathématique, sur les problèmes de localisation et délocalisation des fonctions propres qui sont saluées par le prix Nemmers.
Plus récemment, elle s'est intéressée à la propagation des ondes dans le domaine des grands graphes et à l'élaboration de modèles en géométrie aléatoire (en).

## Publications scientifiques
Parmi ses publications, les plus notables sont :
- « Entropy and the localization of eigenfunctions », Annals of Mathematics, vol. 168, no 2,‎ 2008, p. 435-475 (DOI 10.4007/annals.2008.168.435, présentation en ligne)
- Nalini Anantharaman et Étienne Le Masson, « Quantum ergodicity on large regular graphs », Duke Mathematical Journal, vol. 164, no 4,‎ 2015, p. 723-765 (DOI 10.1215/00127094-2881592, arXiv 1304.4343)
- Nalini Anantharaman, Matthieu Léautaud et Fabricio Macià, « Wigner measures and observability for the Schrödinger equation on the disk », Inventiones mathematicae, vol. 206, no 2,‎ 2016, p. 485-599 (DOI 10.1007/s00222-016-0658-4, arXiv 1406.0681)
- Nalini Anantharaman et Mostafa Sabri, « Quantum ergodicity on graphs: from spectral to spatial delocalization », Annals of Mathematics, vol. 189, no 3,‎ 2019, p. 753-835 (DOI 10.4007/annals.2019.189.3.3, arXiv 1704.02766)

## Prix et distinctions

### Décorations
- Chevalière de la Légion d'honneur (2025)[15] ;
- Chevalière de l'ordre national du Mérite (2012)[16].

### Académies des sciences
- Membre de l'Académie des sciences en 2019, dans la section de mathématique[17] ;
- Membre junior de l'Institut universitaire de France en 2012 ;

### Prix et honneurs
- Prix Gabrielle Sand de l’Académie des sciences 2007[18] ;
- Prix Raphaël Salem 2010[19] ;
- Grand Prix Jacques Herbrand de l'Académie des sciences 2011[20] ;
- Prix Henri-Poincaré en 2012[21] ;
- Médaille d'argent du CNRS 2013[22] ;
- Conférencière plénière au congrès international des mathématiciens de Rio en 2018 ; le titre de son exposé est Delocalization of Schrödinger eigenfunctions[23]
- Prix Infosys 2018 de l'Infosys Science Foundation[24] ;
- Prix Frederic Esser Nemmers de mathématiques décerné par l’université Northwestern en 2020[25].

#### Bases de données et dictionnaires
- Sites officiels : www.college-de-france.fr/chaire/nalini-anantharaman-geometrie-spectrale-chaire-statutaire/biography et irma.math.unistra.fr/~anantharaman
- Ressources relatives à la recherche :   - Centre national de la recherche scientifique
  - Fichier central des thèses
  - Institut universitaire de France
  - Mathematical Reviews
  - Mathematics Genealogy Project
  - ZbMATH
- Notices d'autorité :   - VIAF
  - ISNI
  - IdRef
  - GND